# Hermann Weitnauer
Hermann Weitnauer (* 18. Juli 1910 in München; † 9. September 1999) war ein deutscher Jurist, Beamter und Hochschullehrer, der sich insbesondere mit dem Wohnungseigentumsgesetz befasste.

## Leben
Weitnauer studierte nach dem Abitur Rechtswissenschaft und schloss dieses Studium 1932 mit dem Ersten und 1935 mit dem Zweiten Staatsexamen ab. Er war Mitglied der Studentenverbindung AMV Würzburg im SV Zum 1. Mai 1933 trat er der NSDAP bei und schloss sich im selben Jahr der SA an, von der er 1936 zum NSKK wechselte. 1934 erfolgte seine Promotion zum Doktor der Rechte bei Wilhelm Laforet an der Julius-Maximilians-Universität Würzburg mit einer Dissertation zum Thema Der staatliche Eingriff in Verträge. 1935/36 war er im Justizdienst von Bayern tätig, 1937 arbeitete er im Schuldrechtsreferat im Reichsministerium der Justiz. Gemeinsam mit Werner Vogels und Ernst Ludwig Rexroth veröffentlichte er zu den Verordnungen vom 30. November 1940 die Erläuterungen Vertragshilfe und Kriegsausgleichsverfahren. Von Mai bis August 1939 leistete Weitnauer Militärdienst und nahm an einer Wehrübung in Berlin teil. Ab August 1941 war er in das Reichsministerium für die besetzten Ostgebiete und dort in die Abteilung II-5 („Rechtswesen“) abgeordnet. Weitnauer nahm am 29. Januar 1942 an der Konferenz über Juden im Osten, einer Folgebesprechung zur Wannseekonferenz, teil. Mit Wirkung zum 1. Dezember 1942 wurde er zum Oberregierungsrat ernannt. Ab März 1943 leistete Weitnauer Kriegsdienst bei der Wehrmacht.
Weitnauer war von 1945 bis 1950 in sowjetischer Kriegsgefangenschaft. 1950 zurückgekehrt nahm er eine Tätigkeit im Bundesministerium der Justiz auf, in deren Verlauf er die Funktion eines Ministerialrats erreichte. 1951 gab er zusammen mit Carl Wirths einen ersten Gesetzeskommentar zum Wohnungseigentumsgesetz (WEG) vom 15. März 1951 mit dem Titel Gesetz über das Wohnungseigentum und das Dauerwohnrecht (Wohnungseigentumsgesetz) vom 15. März 1951 heraus, der 2005 in 9. Auflage erschien und nunmehr von Lothar Briesemeister bearbeitet wird. Von 1965 bis zu seiner Emeritierung 1978 war Weitnauer ordentlicher Professor für Rechtswissenschaft an der Ruprecht-Karls-Universität Heidelberg.
Zu Weitnauers weiteren Veröffentlichungen gehören Die Haftung aus Amtspflichtverletzungen (1956), Das Londoner Schuldenabkommen und seine Ausführung (1956), Das Atomhaftungsrecht in nationaler und internationaler Sicht (1964), Bergbau und öffentliche Verkehrsanstalten. Ihr Verhältnis zueinander nach d. AGB u. de lege ferenda. Rechtsgutachten  (1971), Der Schutz des Schwächeren im Zivilrecht (1975), Die Leistung in der Festschrift für Ernst von Caemmerer (1978)
Zu seinem 70. Geburtstag wurde 1980 die Festschrift Privatautonomie, Eigentum und Verantwortung von Horst Ehmann herausgegeben. 1985 gab das Institut für Ausländisches und Internationales Privat- und Wirtschaftsrecht der Ruprecht-Karls-Universität Heidelberg die Festschrift Einheit in der Vielfalt: Professor Dr. Hermann Weitnauer zum 75. Geburtstag heraus. 1990 erschien schließlich eine weitere Festschrift für ihn und Johannes Bärmann mit dem Titel Festschrift für Johannes Bärmann und Hermann Weitnauer, die von Wolf-Rüdiger Bub herausgegeben wurde.